# Дисксвет
Дисксвет је серија књига комичне фантастике које је написао Тери Прачет. До априла 2009. Тери Прачет је продао преко 55 милиона књига широм света, а највише управо у оквиру „Дисксвет“ серијала, које су преведене на 33 језика.

## Опис Дисксвета
Дисксвет је један од светова који постоји у мултиверзуму. То је свет-плоча који кроз свемир путује на леђима четири слона који стоје на оклопу велике небеске корњаче А'Туина. У складу са својом поставком, овај свет је чаробно место, где се јутарњи сунчеви зраци тешко пробијају кроз „слојеве“ магије до земље. Поред људи, на Дисксвету живе и друге врсте попут патуљака и тролова, чаробна бића као што су вештице, чаробњаци и виле зубићке, потом божанства као што су слепи Ио и велики Ом, мрачни ликови попут зомбија и вампира, па чак и персонификације смрти и болести. Сваки роман описује авантуре појединих ликова који се не појављују у сваком делу, али се провлаче (и међусобно су повезани) кроз цео серијал. Прачет смешта радње свуда по Дисксвету, али су му најчешће локације највећи град Анк-Морпорк и рамптопске планине. Његови романи су пародија на бајке, митологију и научно-фантастичне романе и филмове, мада прави алузије и на разне музичке групе, музику уопште, традицију и културу појединих народа и на све чега се дотакне, а нису му стране ни игре речима.

## Писац о Дисксвету
Тери Прачет је изјавио да је заправо желео да унесе забаву у „помпезну“ и „извештачену“ „посттолкиновску фазу“ у делима научне фантастике. Тврдио је да никада није био „уздизан у звезде“ попут других писаца у овом жанру, јер се у Британији писање научне фантастике схвата веома озбиљно, али је ипак пронашао своју публику. По његовом мишљењу, Дисксвет није нужно забавнији, али због тога што приказује свет у искривљеном светлу, буди пажњу код читалаца.

## Цитати
... велика корњача са светом на својим леђима врло је овоземаљска. Она се бар не претвара да не постоји, а ни житељи Дисксвета никад нису ни покушали да докажу да она не постоји, тек због могућности да је то истина и да заправо заиста плутају празним простором. Дисксвет, наиме, обитава на ивици стварности. Зато и најмање мале ствари могу да претегну на другу страну. Стога, у Дисксвету људи озбиљно приступају стварима.

## Романи
| бр. | Објављено | Српски назив                                 | Оригинални назив |
| --- | --------- | -------------------------------------------- | ---------------- |
| 1   | 1983.     | Боја магије                                  |                  |
| 2   | 1986.     | Светлост чудесног                            |                  |
| 3   | 1987.     | Једнакост ритуала                            |                  |
| 4   | 1987.     | Морт                                         |                  |
| 5   | 1988.     | Чудотворац                                   |                  |
| 6   | 1988.     | Сестре по метли                              |                  |
| 7   | 1989.     | Пирамиде                                     |                  |
| 8   | 1989.     | Стража! Стража!                              |                  |
| 9   | 1990.     | Фауст Ерик                                   |                  |
| 10  | 1990.     | Покретне слике                               |                  |
| 11  | 1991.     | Косач                                        |                  |
| 12  | 1991.     | Вештице на путу                              |                  |
| 13  | 1992.     | Мали богови                                  |                  |
| 14  | 1992.     | Господа и даме                               |                  |
| 15  | 1993.     | Оружане снаге                                |                  |
| 16  | 1994.     | Душевна музика                               |                  |
| 17  | 1994.     | Занимљива времена                            |                  |
| 18  | 1995.     | Маскарада                                    |                  |
| 19  | 1996.     | Глинене ноге                                 |                  |
| 20  | 1996.     | Деда Прас                                    |                  |
| 21  | 1997.     | Душмани                                      |                  |
| 22  | 1998.     | Последњи континент                           |                  |
| 23  | 1998.     | Carpe Jugulum                                |                  |
| 24  | 1999.     | Пети слон                                    |                  |
| 25  | 2000.     | Истина                                       |                  |
| 26  | 2001.     | Крадљивац времена                            |                  |
| 27  | 2001.     | Последњи херој                               |                  |
| 28  | 2001.     | Невероватни Морис и његови школовани глодари |                  |
| 29  | 2002.     | Ноћна стража                                 |                  |
| 30  | 2003.     | Слобода народу!                              |                  |
| 31  | 2003.     | Акрепски одред                               |                  |
| 32  | 2004.     | Шешир пун неба                               |                  |
| 33  | 2004.     | Пошташавили                                  |                  |
| 34  | 2005.     | Трас!                                        |                  |
| 35  | 2006.     | Зимовник                                     |                  |
| 36  | 2007.     | Штанцовање пара                              |                  |
| 37  | 2009.     | Невидљиви академици                          |                  |
| 38  | 2010.     | Оденућу поноћ                                |                  |
| 39  | 2011.     | Шмрк                                         |                  |
| 40  | 2013.     | Пуном паром                                  |                  |
| 41  | 2015.     | Пастирова круна                              |                  |

## Занимљивости
Овај бестселер серијал је послужио као инспирација за називе улица у британском месту Винкантон у Самерсету. Давање назива улицама„Peach Pie Street“ и „Treacle Mine Road“ је свечано обележено, а присуствовао је и сам Прачет, као и његови фанови од којих су многи били костимирани. Том приликом је Прачет изјавио како му се идеја допада, а и да би био волео да живи у једној од ових улица. Иначе је Винкатон 2002. постао сестрински град Анк Морпорка и тако први град у Великој Британији који се повезао са измишљеним местом.